# Otto Häuslein

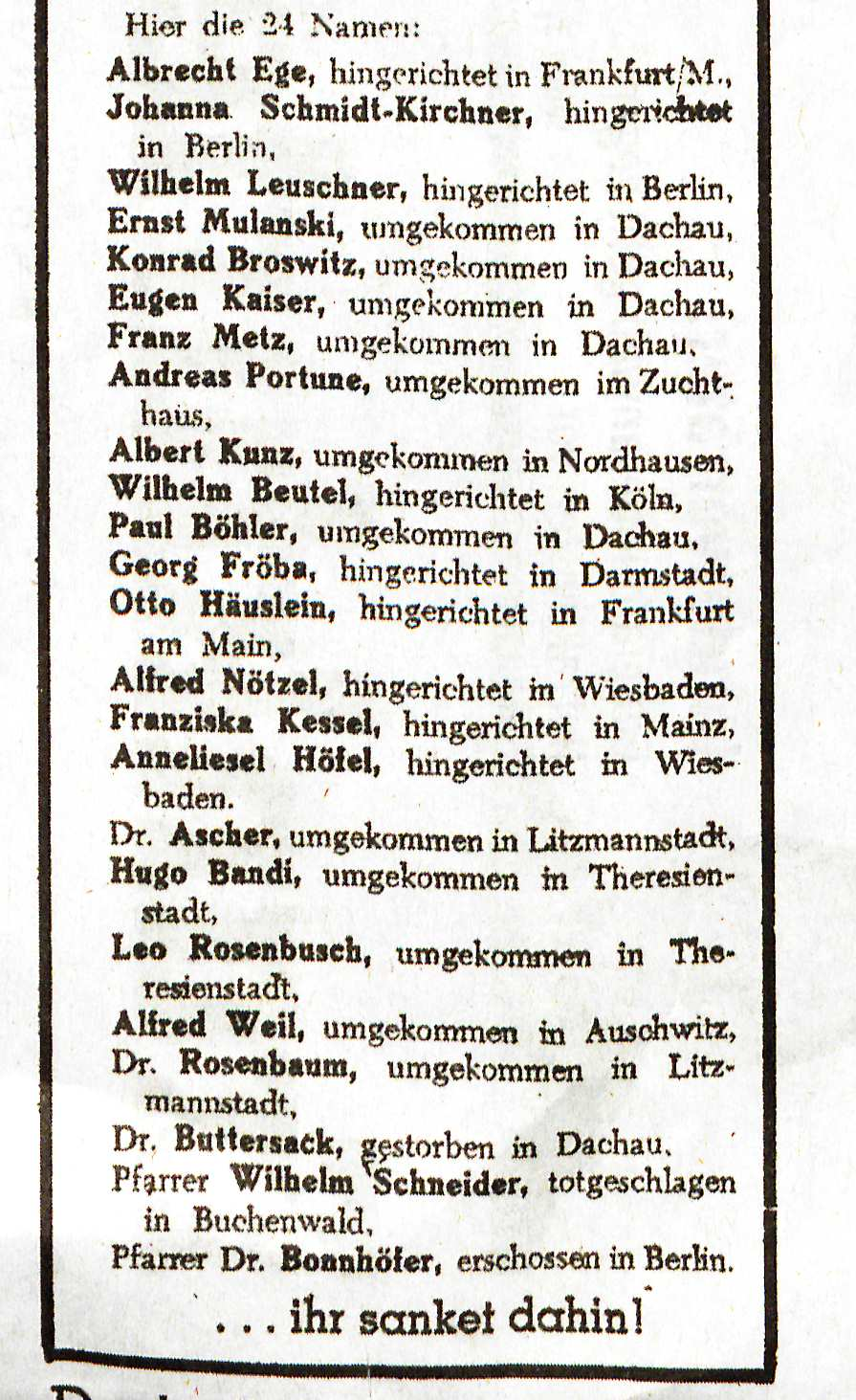
Gedenkveranstaltung in Frankfurt
Zeitungsausschnitt, FR, 1. August 1945

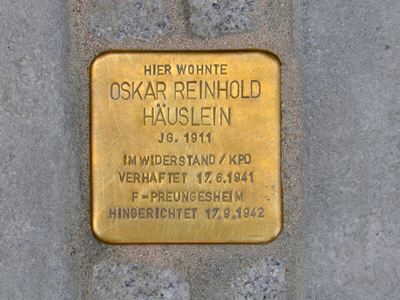
Stolperstein vor Bindingstraße 9 für Otto Häuslein

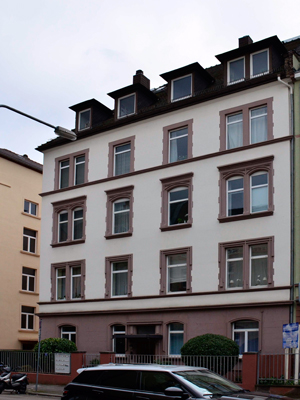
Haus Bindingstr 9

Otto Oskar Hermann Häuslein (* 3. Januar 1911; † 17. September 1942 in der Strafanstalt Preungesheim, Frankfurt am Main) war ein deutscher Installateur und ein Opfer der NS-Kriegsjustiz.

## Leben und Wirken
Nach dem Schulbesuch arbeitete Häuslein als Installateur. 1926 schloss er sich der gewerkschaftlichen Jugendbewegung an.
Politisch fand Häuslein Ende der 1920er Jahre Anschluss an die Kommunisten. Um 1930 wurde er Jugendleiter des Kommunistischen Jugendverbands Deutschlands (KJVD) im Frankfurter Nordend.
Nach dem Machtantritt der Nationalsozialisten im Frühjahr 1933 wurde Häuslein im Zuge der Zerschlagung der kommunistischen Organisationen in Deutschland in Schutzhaft genommen. Im Herbst kam er wieder auf freien Fuß. Obwohl er sich anlässlich seiner Haftentlassung dazu verpflichten musste, sich zukünftig jeder politischen Betätigung zu enthalten, unterhielt er ab 1934 erneut Kontakte zu Anhängern der Kommunistischen Partei (KPD), die eine Überwindung des nationalsozialistischen Systems anstrebten.
1937 kam Häuslein in Kontakt mit dem ehemaligen KPD-Funktionär Adam Leis: Nach dem Beginn des Zweiten Weltkriegs schloss er sich einer von Leis aufgebauten, im politischen Untergrund agierenden Gruppe an, die das Ziel verfolgte durch subversive Arbeit gegen die nationalsozialistische Staats- und Kriegsmaschinerie zur Schwächung und in letzter Konsequenz zum Zusammenbruch derselben beizutragen, indem sie die Anstrengungen der alliierten Mächte – und unter diesen insbesondere der Sowjetunion – zur Niederwerfung der Hitler-Diktatur, die aus dieser Sicht die „äußere“ Front im Kampf gegen den Nazismus darstellte, sozusagen um eine „innere“ Front zu ergänzen, die durch gegen das Regime gerichtete Maßnahmen innerhalb des deutschen Staatsgebietes an der Verwirklichung der erwähnten Ziele mitwirken würde.
In der Praxis bestand die Arbeit der Gruppe vor allem darin, dass sie gegen das NS-System gerichtete Handzettel und Flugblätter sowie Meldungen aus heimlich abgehörten Sendungen ausländischer Radiosender verbreitete. Unterbrochen wurde diese Aktivität im Falle Häusleins durch den zwangsweisen Dienst beim Militär in der Zeit vom Februar bis November 1940, während dessen er u. a. in Frankreich zum Einsatz kam.
Im Sommer 1941 wurde Häuslein im Zuge der Zerschlagung der Gruppe um Leis zusammen mit dem Großteil seiner Gesinnungsgenossen verhaftet. Zusammen mit Leis, Anton Breitinger, Edmund German, Karl Götting, Wilhelm Hugo, Wilhelm Klöppinger und Julius Nees wurde er schließlich vor dem Volksgerichtshof wegen Vorbereitung zum Hochverrat angeklagt. Wie es in der Anklageschrift hieß, habe er „von 1934 bis 1941 […] fortgesetzt gemeinschaftlich mit anderen das hochverräterische Unternehmen, mit Gewalt die Verfassung des Reiches zu ändern, vorbereitet […] wobei die Tat auf Beeinflussung der Massen durch die Verbreitung von Schriften […] gerichtet war.“ Das Gericht befand die sieben Angeklagten am 26. Juni 1942 für schuldig und verhängte die Todesstrafe. In der Begründung des Urteils gegen Leis und Häuslein wurde ausgeführt:
„Das deutsche Volk ist zu einem Schicksalskampf angetreten. Der Ausgang dieses Krieges wird entscheidend dafür sein, ob es in Zukunft überhaupt noch eine Volksgemeinschaft, ja überhaupt noch eine deutsche Kultur geben wird. In diesem Kampf muss daher die Heimat geschlossen hinter der Front stehen. Jeder Deutsche, der den Versuch macht, diese Geschlossenheit zu untergraben und eine Front im Rücken der kämpfenden Truppe zu errichten, ist ein Verräter am deutschen Volk und muss als solcher behandelt werden. Die beiden Angeklagten haben beide einen solchen Verrat beabsichtigt. Sie wussten, dass nur ein verlorener Krieg der kommunistischen Bewegung in Deutschland zum Erfolg verhelfen könnte. Sie erhofften daher den deutschen Zusammenbruch und arbeiteten durch ihre zersetzende Tätigkeit darauf hin, weil ihnen die kommunistische Idee höher stand als das deutsche Volk. Deshalb verlangt das gesunde Volksempfinden, dass gegen sie die schwerste Strafe verhängt wird, die das Gesetz zulässt.“
Nachdem ein Gnadengesuch abgelehnt worden war, wurden die Urteile gegen Häuslein und seine sechs Mitangeklagten in der Strafanstalt Preungesheim mit dem Fallbeil vollstreckt. Die Leichen wurden dem Anatomischen Institut in Gießen zu Forschungszwecken übergeben.
Ein auf Betreiben der Witwe Leis’ im Februar 1958 gegen den Wuppertaler Staatsanwalt Bruchhaus, der 1941 als Reichsanwalt im Verfahren gegen Leis, Häuslein und die anderen fünf Männer als Vertreter der Staatsanwaltschaft die Todesurteile gefordert hatte, eingeleitetes Strafverfahren wurde im Juli 1958 eingestellt.
Häuslein war verheiratet und hatte zwei Söhne.
Heute erinnert ein Stolperstein vor Häusleins letztem Wohnhaus in Frankfurt an sein Schicksal.